# Aletris stenoloba
Aletris stenoloba är en enhjärtbladig växtart som beskrevs av Adrien René Franchet. Aletris stenoloba ingår i släktet Aletris och familjen myrliljeväxter. Inga underarter finns listade i Catalogue of Life.